# トリジェネレーション
トリジェネレーション（tri-generation）とは、コジェネレーション（＝熱電併給）に対して、熱源から生産される熱、電気に加え、発生する二酸化炭素（CO2）も有効活用するエネルギー供給システムを意味する造語である。京都議定書発効を契機として、近年導入されるようになりつつある。

## 概要
トリジェネレーションには、二酸化炭素を農作物の生育促進に使用する「農業トリジェネレーション」と、アルカリ廃液の中和作用に利用するなど工業向けの「工業トリジェネレーション」があり、特に農業トリジェネレーションは世界的に利用が拡大している。
農業トリジェネレーションに関しては欧米、特に温室栽培が盛んなオランダにおいて自家発電やボイラーに含まれる二酸化炭素の利用が早くから推進されてきた。二酸化炭素濃度を、通常の大気中に含まれる360PPMより高い、700～1000PPMに引き上げた場合、葉物野菜で25～30％、果物では20％程度、花きでは40％程度の収穫増となることが研究機関による実証実験で認められている。また近年では、CCS（二酸化炭素回収貯留=二酸化炭素を排気から分離・回収し、地下帯水層に注入して閉じ込めるシステム）の技術を応用し、回収した高濃度の二酸化炭素を農業や工業に利用するCCU（二酸化炭素の回収・再利用）がトリジェネレーションの発展形として注目されるようになっている。
工業用トリジェネレーションでは、建築材料製造（炭酸塩鉱物に二酸化炭素を加えて製造）やコンクリートに二酸化炭素を吸収させる取り組みが行われている。また二酸化炭素と水素を材料にメタノールを製造するプロセスも確立されているが、化学的に不活性な二酸化炭素を経済的価値が有る材料や燃料に変換させる場合にはエネルギーを投入する必要があり、化石燃料を使用した場合、温暖化対策に逆行するため課題も多いのが現状である。そのため、再生可能エネルギーを用いたCCU技術が検討されており、中でも藻類や人工光合成も用いた炭化水素製造の研究技術が注目を集めている。